# 愛斗
愛斗（あいと、本名：武田 愛斗〈たけだ あいと〉、旧姓：大瀧〈おおたき〉、1997年4月6日 - ）は、大阪府堺市堺区出身のプロ野球選手（外野手）。右投右打。千葉ロッテマリーンズ所属。
2016年7月15日より登録名を「愛斗」としている。また、理由は公表されていないが、姓は同年に大瀧から武田に改められている。

## 経歴

### プロ入り前
小学校2年生の時に浜寺ボーイズで野球を始め、投手、遊撃手、中堅手としてプレーし、中学生時代は同ボーイズの中学部に所属。2年後輩には後に花咲徳栄高校・西武で元チームメイトだった西川愛也がいる。
花咲徳栄高校では1年生時の秋にベンチ入りし、2年生時の春に「4番・中堅手」を務める。3年生の夏の甲子園では3試合に「4番・中堅手」として出場、初戦でのランニング本塁打など、計14打数7安打、1本塁打、4打点、打率.500。
2015年10月22日のプロ野球ドラフト会議で埼玉西武ライオンズから4位指名を受け、契約金4000万円、年俸600万円（金額は推定）で入団した。背番号は、浜寺ボーイズでの監督の誕生日5月3日にちなみ、53。

### 西武時代

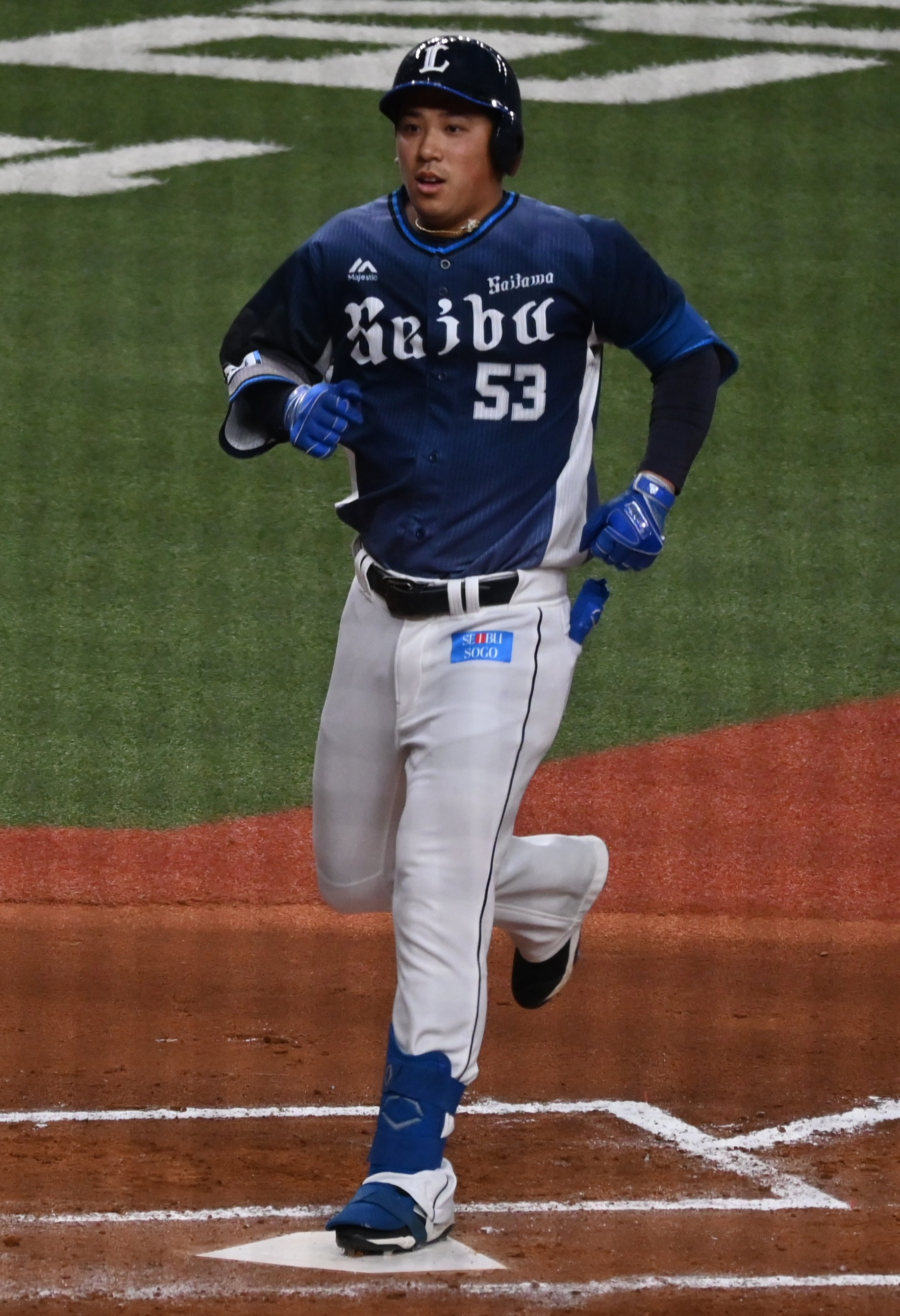
埼玉西武ライオンズ時代
（2022年4月17日 京セラドーム大阪）

2016年はシーズン途中の7月15日に登録名を愛斗に変更したほか、同日をもってNPB登録の本名が大瀧 愛斗から武田 愛斗に改められた（理由は非公表）。ルーキーイヤーでは一軍出場は無かった。二軍では74試合に出場し打率.201・5本塁打を記録した。
2017年は6月15日に一軍初昇格を果たすと翌16日の対中日ドラゴンズ戦で代打でプロ初出場初打席となった（結果は丸山泰資から死球）。7月7日の対東北楽天ゴールデンイーグルス戦では「9番・右翼手」でプロ初の先発出場も経験した。7月23日に登録を抹消されるも、8月は二軍で打率.327・4本塁打という成績で8月度の「ファーム月間MVP」を受賞した。ただ、その後右肘の怪我もあって再び一軍に昇格することなくシーズンを終えた。一軍では9試合に出場し5打数0安打に終わったが、二軍では43試合の出場で規定打席未到達ながら打率.358・8本塁打・OPS1.010という好成績を残した。
2018年は8月14日にシーズン初昇格となったが、2試合の出場で3打数0安打と結果を残せず、8月17日に登録抹消。以降の一軍昇格は無く、二軍でも99試合の出場でチーム最多の13本塁打を放ったものの打率.250・OPS.681と不本意な成績であった。オフにアジアウィンターリーグへ参加したがインフルエンザに罹って途中帰国となった。
2019年は初めて春季キャンプをA班でスタートするとそのまま初の開幕一軍入りを勝ち取った。4月25日の対千葉ロッテマリーンズ戦では8回から代走で出場すると、延長10回にプロ初安打となる二塁打を放ち決勝点を挙げた。前年より出場機会を大幅に増やし42試合に出場した。
2020年は新型コロナウイルスの影響で120試合制となる。右足首の捻挫もあってシーズン初昇格が10月30日と遅くなったものの、途中出場で結果を残すとチームのCS進出が懸かった11月8日の対ロッテ戦では「8番・右翼手」で先発起用された。この年の一軍出場は7試合に留まった。
2021年は松井稼頭央二軍監督から春季キャンプB班のキャプテンに指名された。そのまま二軍で開幕を迎えるも4月8日に一軍登録。昇格即スタメンでシーズン初安打を放つと、翌9日の対ロッテ戦でも先発出場。2回にプロ初本塁打を放つと、8回にはこの日2本目となる逆転3点本塁打を放った。勝負強いバッティングと高い守備力でスタメンに定着すると8月14日の対楽天戦では好捕でトリプルプレーを成立させた。ただ、後半戦は打撃の調子を大きく落として出場機会が減少し、10月1日に登録を抹消されると、その後はフェニックスリーグへ参加し、再び一軍へ昇格できずにシーズンを終えた。この年は97試合の出場で打率.219・8本塁打・39打点を記録し、外野手としてはチーム最多の96試合に出場した。オフに1260万円増となる推定年俸2000万円で契約を更改した。
2022年は、121試合に出場し、規定打席には届かなかったが、打率.243、9本塁打の成績を残した。犠打はチームトップの14を記録し、二塁打はチーム2位の19本を記録した。
2023年は、開幕戦となる対オリックス・バファローズ戦（ベルーナドーム）で一時は勝ち越しとなる本塁打を放ち、これが球団通算9500本塁打となる記念の本塁打となった。4月8日のソフトバンク戦(ひなたサンマリン宮崎)では自身初の初回先頭打者本塁打を放った。

### ロッテ時代
2023年12月8日、現役ドラフトで千葉ロッテマリーンズから指名され、移籍することが発表された。背番号は50。
2024年4月3日に行われた対ソフトバンク戦（みずほPayPayドーム）で途中出場し、9回表に二死一・二塁から左前への移籍後初安打を記録。6月1日の阪神タイガース戦（ZOZOマリンスタジアム）では、2-2で迎えた延長11回裏二死二塁の場面で、西純矢から右越えサヨナラ二塁打を放ち、チームの2005年以来の11連勝に導いた。

## 選手としての特徴
高校時代の50メートル走のタイムは6秒0、遠投は120メートル。
打撃はプロ入り当初からフルスイングを持ち味としていたが、入団から5年間は一軍で結果を残せずにいた。自身のプレースタイルに対して常に自分の考えをしっかりと持ち、信念を持って練習してきただけに大きくフォームを変える選択をすることは難しかったが、一軍で結果を残せない日々から変革の必要性を痛感しており、2021年シーズンから二軍打撃コーチに就任した高山久の助言を素直に受け入れた。本人の意識では「バットを振らない」という新たな打撃フォームに取り組んだことで余計な力みが無くなり、飛距離は落ちることなく確実性が向上し、飛躍を遂げた。
守備では積極的にチャージをかける場面が多く、肩も強い。その高い守備力で2021年は12球団の右翼手でトップとなるDRS14を記録した。

## 詳細情報

### 年度別打撃成績
| 年 度     | 球 団     | 試 合 | 打 席 | 打 数 | 得 点 | 安 打 | 二 塁 打 | 三 塁 打 | 本 塁 打 | 塁 打 | 打 点 | 盗 塁 | 盗 塁 死 | 犠 打 | 犠 飛 | 四 球 | 敬 遠 | 死 球 | 三 振 | 併 殺 打 | 打 率 | 出 塁 率 | 長 打 率 | O P S |
| --------- | --------- | ----- | ----- | ----- | ----- | ----- | -------- | -------- | -------- | ----- | ----- | ----- | -------- | ----- | ----- | ----- | ----- | ----- | ----- | -------- | ----- | -------- | -------- | ----- |
| 2017      | 西武      | 9     | 6     | 5     | 2     | 0     | 0        | 0        | 0        | 0     | 0     | 0     | 0        | 0     | 0     | 0     | 0     | 1     | 3     | 0        | .000  | .167     | .000     | .167  |
| 2018      | 西武      | 2     | 3     | 3     | 0     | 0     | 0        | 0        | 0        | 0     | 0     | 0     | 0        | 0     | 0     | 0     | 0     | 0     | 1     | 0        | .000  | .000     | .000     | .000  |
| 2019      | 西武      | 42    | 57    | 53    | 7     | 8     | 1        | 0        | 0        | 9     | 3     | 0     | 0        | 1     | 0     | 3     | 2     | 0     | 11    | 2        | .151  | .196     | .170     | .366  |
| 2020      | 西武      | 7     | 14    | 13    | 0     | 2     | 0        | 0        | 0        | 2     | 3     | 0     | 0        | 0     | 1     | 0     | 0     | 0     | 5     | 2        | .154  | .143     | .154     | .297  |
| 2021      | 西武      | 97    | 316   | 292   | 24    | 64    | 18       | 2        | 8        | 110   | 39    | 1     | 2        | 3     | 2     | 13    | 2     | 6     | 60    | 5        | .219  | .265     | .377     | .642  |
| 2022      | 西武      | 121   | 393   | 366   | 34    | 89    | 19       | 0        | 9        | 135   | 28    | 9     | 4        | 14    | 1     | 10    | 0     | 2     | 70    | 7        | .243  | .266     | .369     | .635  |
| 2023      | 西武      | 73    | 267   | 257   | 19    | 55    | 18       | 0        | 4        | 85    | 15    | 2     | 5        | 4     | 1     | 3     | 2     | 2     | 55    | 7        | .214  | .228     | .331     | .559  |
| 2024      | ロッテ    | 52    | 76    | 69    | 4     | 13    | 2        | 0        | 0        | 15    | 3     | 0     | 0        | 2     | 0     | 4     | 0     | 1     | 14    | 3        | .188  | .243     | .217     | .461  |
| 通算：8年 | 通算：8年 | 403   | 1132  | 1058  | 90    | 231   | 58       | 2        | 21       | 356   | 91    | 12    | 11       | 24    | 5     | 33    | 6     | 12    | 219   | 26       | .218  | .249     | .336     | .586  |

- 2024年度シーズン終了時

### 年度別守備成績
| 年 度 | 球 団  | 外野  | 外野  | 外野  | 外野  | 外野  | 外野     |
| 年 度 | 球 団  | 試 合 | 刺 殺 | 補 殺 | 失 策 | 併 殺 | 守 備 率 |
| ----- | ------ | ----- | ----- | ----- | ----- | ----- | -------- |
| 2017  | 西武   | 6     | 2     | 0     | 0     | 0     | 1.000    |
| 2018  | 西武   | 2     | 0     | 0     | 0     | 0     | ----     |
| 2019  | 西武   | 35    | 44    | 1     | 1     | 0     | .978     |
| 2020  | 西武   | 6     | 5     | 0     | 1     | 0     | .833     |
| 2021  | 西武   | 96    | 154   | 5     | 2     | 3     | .968     |
| 2022  | 西武   | 120   | 213   | 3     | 5     | 1     | .977     |
| 2023  | 西武   | 71    | 134   | 5     | 1     | 1     | .993     |
| 2024  | ロッテ | 47    | 50    | 0     | 1     | 0     | .980     |
| 通算  | 通算   | 383   | 602   | 14    | 11    | 5     | .982     |

- 2024年度シーズン終了時
- 各年度の太字はリーグ最多

### 記録
初記録
- 初出場：2017年6月16日、対中日ドラゴンズ1回戦（ナゴヤドーム）、9回表に菊池雄星の代打で出場
- 初打席：同上、9回表に丸山泰資から死球
- 初先発出場：2017年7月7日、対東北楽天ゴールデンイーグルス10回戦（Koboパーク宮城）、「9番・右翼手」で先発出場
- 初安打・初打点：2019年4月25日、対千葉ロッテマリーンズ6回戦（ZOZOマリンスタジアム）、10回表に唐川侑己から左翼線適時二塁打[23]
- 初本塁打：2021年4月9日、対千葉ロッテマリーンズ1回戦（ZOZOマリンスタジアム）、2回表に二木康太から左越ソロ[29]
- 初盗塁：2021年5月29日、対阪神タイガース2回戦（メットライフドーム）、2回裏に二盗（投手・伊藤将司、捕手・梅野隆太郎）

### 背番号
- 53（2016年 - 2023年）
- 50（2024年 - ）

### 登録名
- 大瀧 愛斗（おおたき あいと、2016年 - 同年7月14日）
- 愛斗（あいと、2016年7月15日 - ）